# Christopher Fish
Christopher William Fish, född 25 mars 1993 i Örebro, är en svensk före detta professionell ishockeyspelare.
Fish började spela ishockey för moderklubben Stribergs SK. Från 2009 spelade han för Linköping HC och vann 2011 SM-guld med klubbens J20-lag. Säsongen därpå gjorde han debut med Linköpings seniorlag i SHL, där han spelade totalt 54 matcher. Efter tre säsonger i klubben tillbringade Fish resten av karriären i Hockeyallsvenskan där han spelade över 350 grundseriematcher fram till 2022.
Efter en säsong i Mora tillbringade han två säsonger för Västerås IK och en säsong med Västerviks IK. Fish avslutade sin ishockeykarriär med fyra säsonger i HC Vita Hästen, med start från säsongen 2018/19.

## Karriär
Fish inledde sin ishockeykarriär med moderklubben Stribergs SK. Vid 16 års ålder anslöt han till Linköping HC:s juniorverksamhet och kom närmast för Örebro HUF. Efter en säsong med Linköping J18, kombinerade han spel med klubbens J18- och J20-lag säsongen 2010/11. Säsongen 2011/12 fick Fish förtroendet från start med Linköpings A-lag i SHL. Han spelade i lagets fyra inledande matcher och gjorde SHL-debut den 15 september 2011 i en match mot Brynäs IF. Under dessa fyra matcher gick han poänglös. Resten av säsongen tillbringade Fish med Linköping J20 i J20 Superelit. J20-laget vann SM-guld och Fish lyckades vinna slutspelets poängliga då han noterades för tio poäng på sex matcher (sex mål, fyra assist).
Den 19 april 2012 meddelade Linköping att man förlängt avtalet med Fish med två år. Likt föregående år så inledde han säsongen med Linköping i SHL. Den 24 september 2012 gjorde han sitt första SHL-mål, på Fredrik Norrena, i en 8–3-seger mot Växjö Lakers HC. I oktober samma år meddelades det att Fish lånats ut till Örebro HK i Hockeyallsvenskan. Han gjorde debut i Hockeyallsvenskan den 10 oktober 2012 och gjorde sitt första mål i serien den 17 oktober samma månad, på Lars Johansson, då Västerås IK besegrades med 4–1. Fish kombinerade spel i Linköping och Örebro resten av säsongen. Han var med att hjälpa Örebro att ta sig till SHL då han spelade sex matcher för laget i playoff-serien till Kvalserien. Med Linköping noterades Fish för tre poäng på 29 grundseriematcher (två mål, en assist). Han gjorde sedan sitt första SM-slutspel – Linköping slog ut HV71 i kvartsfinal, men besegrades av Skellefteå AIK i semifinalserien. Fish gick poänglös ur de sex matcherna han spelade.
Fish inledde även säsongen 2013/14 med Linköping. Han hade dock svårt att ta en ordinarie plats i laget. Han spelade 21 grundseriematcher för klubben under den första halvan av säsongen och noterades för ett mål. I början av december 2013 meddelades det att Fish skulle komma att lånas ut till en klubb i Hockeyallsvenskan. Det bekräftades kort därefter att han lånats ut till Mora IK. Fish tillbringade resterande del av säsongen med Mora och stod för två poäng på 15 spelade grundseriematcher. Han fick slutet av säsongen förstörd då han bröt nyckelbenet under en träning. Vid säsongens slut bekräftades det att Linköping inte valt att förlänga avtalet med Fish. Istället skrev han ett ettårsavtal med Mora IK den 30 juli 2014. Denna säsong noterades Fish för fyra mål och fyra assist på 41 matcher.
Den 15 april 2015 stod det klart att Fish lämnat Mora för spel med seriekonkurrenten Västerås IK, som han skrivit ett tvåårsavtal med. Under sin första säsong i klubben blev Fish tvåa i lagets interna poängliga, bakom Jeremy Williams, då han noterades för 17 mål på 49 matcher. Totalt stod han för 23 poäng i grundserien. Västerås slutade nia i serien och missade därmed chansen att kvala till SHL. Säsongen därpå tangerade Fish sin poängnotering från föregående säsong. Laget slutade dock näst sist i Hockeyallsvenskan och misslyckades sedan i det efterföljande kvalet, varför man degraderades till Hockeyettan. Fish lämnade laget, men blev kvar i Hockeyallsvenskan då han den 9 maj 2017 skrev ett ettårsavtal med Västerviks IK. Säsongen som följde blev Fishs poängmässigt bästa dittills. På 52 matcher noterades han för 28 poäng (11 mål, 17 assist) och blev trea i lagets interna poängliga. Han fick dock, för andra året i följd, kvala för att försöka hålla laget kvar i serien. Västervik vann kvalserien och Fish lämnade laget vid säsongens slut.
Den 28 april 2018 stod det klart att Fish var klar för sin femte klubb i Hockeyallsvenskan, då han skrivit ett ettårskontrakt med HC Vita Hästen. Fish utsågs till en av lagets assisterande lagkaptener och slutade på tredje plats i lagets interna poängliga i grundserien. På 46 matcher noterades han för 23 poäng (8 mål, 15 assist). Han var också den i laget som drog på sig flest utvisningsminuter (51). Vita Hästen slutade på sista plats i Hockeyallsvenskan och lyckades hålla sig kvar i serien genom en kvalserie. Den 26 juli 2019 meddelades det att Fish förlängt sitt avtal med klubben med ytterligare två säsonger. Under sin andra säsong i klubben noterades Fish för 24 poäng på 41 grundseriematcher (13 mål, 11 assist). Han var den spelaren i laget som drog på sig flest utvisningsminuter (76) och slutade på tredje plats i den totala utvisningsligan.
Säsongen 2020/21 var Fish, tillsammans med Filip Cruseman, Vita Hästens näst bästa målskytt. På 41 grundseriematcher stod han för 23 poäng, varav 15 mål. Den 30 juli 2021 meddelades det att Fish förlängt sitt avtal med Hästen. Den följande säsongen spelade Fish endast 14 grundseriematcher för klubben, där han gjorde sin sista match den 1 december 2021. Efter säsongens slut bekräftade han i maj 2022 att han valt att avsluta sin karriär som ishockeyspelare.

## Statistik
| 2011–12                  | Linköping HC             | SHL                      | 4   | 0  | 0  | 0   | 0   | —  | — | — | —  | —  |
| 2012–13                  | Linköping HC             | SHL                      | 29  | 2  | 1  | 3   | 6   | 6  | 0 | 0 | 0  | 4  |
| 2012–13                  | Örebro HK                | HA                       | 26  | 4  | 3  | 7   | 14  | 6  | 1 | 0 | 1  | 2  |
| 2013–14                  | Linköping HC             | SHL                      | 21  | 1  | 0  | 1   | 8   | —  | — | — | —  | —  |
| 2013–14                  | Mora IK                  | HA                       | 15  | 1  | 1  | 2   | 10  | —  | — | — | —  | —  |
| 2014–15                  | Mora IK                  | HA                       | 41  | 4  | 4  | 8   | 47  | —  | — | — | —  | —  |
| 2015–16                  | Västerås IK              | HA                       | 49  | 17 | 6  | 23  | 69  | —  | — | — | —  | —  |
| 2016–17                  | Västerås IK              | HA                       | 47  | 8  | 15 | 23  | 26  | 10 | 0 | 1 | 1  | 10 |
| 2017–18                  | Västerviks IK            | HA                       | 52  | 11 | 17 | 28  | 52  | 10 | 2 | 5 | 7  | 4  |
| 2018–19                  | HC Vita Hästen           | HA                       | 46  | 8  | 15 | 23  | 51  | 10 | 3 | 2 | 5  | 32 |
| 2019–20                  | HC Vita Hästen           | HA                       | 41  | 13 | 11 | 24  | 76  | —  | — | — | —  | —  |
| 2020–21                  | HC Vita Hästen           | HA                       | 41  | 15 | 8  | 23  | 30  | —  | — | — | —  | —  |
| 2021–22                  | HC Vita Hästen           | HA                       | 14  | 3  | 2  | 5   | 8   | —  | — | — | —  | —  |
| Hockeyallsvenskan totalt | Hockeyallsvenskan totalt | Hockeyallsvenskan totalt | 372 | 84 | 82 | 166 | 383 | 36 | 6 | 8 | 14 | 20 |
| SHL totalt               | SHL totalt               | SHL totalt               | 54  | 3  | 1  | 4   | 14  | 6  | 0 | 0 | 0  | 4  |